# James Blake
James Riley Blake (* 28. prosince 1979) je bývalý profesionální americký tenista.
Za svou kariéru vyhrál na okruhu ATP deset turnajů ve dvouhře a pět ve čtyřhře.
Jeho největším úspěchem na grandslamových turnajích je postup do čtvrtfinále. Dvakrát na US Open (2005-2006), jednou na Australian Open (2008).

## Finálové účasti na Turnaji Mistrů

### Prohry (1)
| Rok  | Turnaj  | Soupeř ve finále | Výsledek      |
| 2006 | Šanghaj | Roger Federer    | 6–0, 6–3, 6–4 |

## Finálové účasti na turnajích ATP (31)

### Dvouhra - výhry (10)
| Legenda                                                       |
| Grand Slam (0)                                                |
| Tennis Masters Cup / ATP World Tour Finals (0)                |
| ATP Masters Series / ATP World Tour Masters 1000 (0)          |
| ATP International Series Gold / ATP World Tour 500 Series (1) |
| ATP International Series / ATP World Tour 250 Series (9)      |

| Tituly dle povrchu |
| Tvrdý (10)         |
| Antuka (0)         |
| Tráva (0)          |
| Koberec (0)        |

| Č.  | Datum             | Turnaj                 | Povrch | Soupeř ve finále    | Výsledek       |
| 1.  | 12. srpen 2002    | Washington, USA        | tvrdý  | Paradorn Srichaphan | 1–6, 7–65, 6–4 |
| 2.  | 22. srpen 2005    | New Haven, USA (1)     | tvrdý  | Feliciano López     | 3–6, 7–5, 6–1  |
| 3.  | 10. říjen 2005    | Stockholm, Švédsko (1) | tvrdý  | Paradorn Srichaphan | 6–1, 7–66      |
| 4.  | 9. leden 2006     | Sydney, Austrálie (1)  | tvrdý  | Igor Andrejev       | 6–2, 3–6, 7–63 |
| 5.  | 27. únor 2006     | Las Vegas, USA         | tvrdý  | Lleyton Hewitt      | 7–5, 2–6, 6–3  |
| 6.  | 17. červenec 2006 | Indianapolis, USA      | tvrdý  | Andy Roddick        | 4–6, 6–4, 7–65 |
| 7.  | 25. září 2006     | Bangkok, Thajsko       | tvrdý  | Ivan Ljubičić       | 6–3, 6–1       |
| 8.  | 15. říjen 2006    | Stockholm, Švédsko (2) | tvrdý  | Jarkko Nieminen     | 6–4, 6–2       |
| 9.  | 13. leden 2007    | Sydney, Austrálie (2)  | tvrdý  | Carlos Moya         | 6–3, 5–7, 6–1  |
| 10. | 25. srpen 2007    | New Haven, USA (2)     | tvrdý  | Mardy Fish          | 7–5, 6–4       |

### Dvouhra - prohry (14)
| Legenda                                                       |
| Tennis Masters Cup / ATP World Tour Finals (1)                |
| ATP Masters Series / ATP World Tour Masters 1000 (2)          |
| ATP International Series Gold / ATP World Tour 500 Series (1) |
| ATP International Series / ATP World Tour 250 Series (10)     |

| Finále dle povrchu |
| Tvrdý (9)          |
| Antuka (2)         |
| Tráva (3)          |
| Koberec (0)        |

| Č.  | Datum             | Turnaj                     | Povrch | Vítěz                   | Výsledek       |
| 1.  | 25. únor 2002     | Memphis, USA               | tvrdý  | Andy Roddick            | 6–4, 3–6, 7–5  |
| 2.  | 15. červenec 2002 | Newport, USA               | tráva  | Taylor Dent             | 6–1, 4–6, 6–4  |
| 3.  | 25. srpen 2003    | Long Island, USA           | tvrdý  | Paradorn Srichaphan     | 6–2, 6–4       |
| 4.  | 8. srpen 2005     | Washington, USA            | tvrdý  | Andy Roddick            | 7–5, 6–3       |
| 5.  | 20. březen 2006   | Indian Wells, USA          | tvrdý  | Roger Federer           | 7–5, 6–3, 6–0  |
| 6.  | 19. červen 2006   | Londýn, Velká Británie     | tráva  | Lleyton Hewitt          | 6–4, 6–4       |
| 7.  | 20. listopad 2006 | Šanghaj, Čína              | tvrdý  | Roger Federer           | 6–0, 6–3, 6–4  |
| 8.  | 4. únor 2007      | Delray Beach, USA          | tvrdý  | Xavier Malisse          | 5–7, 6–4, 6–4  |
| 9.  | 22. červenec 2007 | Los Angeles, USA           | tvrdý  | Radek Štěpánek          | 7–67, 5–7, 6–2 |
| 10. | 19. srpen 2007    | Cincinnati, USA            | tvrdý  | Roger Federer           | 6–1, 6–4       |
| 11. | 17. únor 2008     | Delray Beach, USA          | tvrdý  | Kei Nišikori            | 3–6, 6–1, 6–4  |
| 12. | 20. duben 2008    | Houston, USA               | antuka | Marcel Granollers Pujol | 6–4, 1–6, 7–5  |
| 13. | 10. květen 2009   | Estoril, Portugalsko       | antuka | Albert Montañés         | 5–7, 7–66, 6–0 |
| 14. | 14. červen 2009   | Londýn, Spojené království | tráva  | Andy Murray             | 7–5, 6–4       |

### Čtyřhry - výhry (5)
| Legenda                                                       |
| ATP Masters Series / ATP World Tour Masters 1000 (1)          |
| ATP International Series Gold / ATP World Tour 500 Series (0) |
| ATP International Series / ATP World Tour 250 Series (4)      |

| Č. | Datum           | Turnaj           | Povrch | Partner       | Soupeři ve finále                 | Výsledek        |
| 1. | 5. srpen 2002   | Cincinnati, USA  | tvrdý  | Todd Martin   | Mahesh Bhupathi Max Mirnyj        | 7–5, 6–3        |
| 2. | 10. březen 2003 | Scottsdale, USA  | tvrdý  | Mark Merklein | Mark Philippoussis Lleyton Hewitt | 6–4, 6–72, 7–65 |
| 3. | 16. únor 2004   | San José, USA    | tvrdý  | Mardy Fish    | Rick Leach Brian MacPhie          | 6–2, 7–5        |
| 4. | 19. duben 2004  | Houston, USA     | antuka | Mardy Fish    | Rick Leach Brian MacPhie          | 6–3, 6–4        |
| 5. | 26. duben 2004  | Mnichov, Německo | antuka | Mark Merklein | Julian Knowle Nenad Zimonjić      | 6–2, 6–4        |

### Čtyřhry - prohry (2)
| Legenda                                                       |
| ATP International Series Gold / ATP World Tour 500 Series (1) |
| ATP International Series / ATP World Tour 250 Series (1)      |

| Č. | Datum          | Turnaj             | Povrch  | Partner      | Soupeři ve finále          | Výsledek       |
| 1. | 27. únor 2006  | Memphis, USA       | tvrdý   | Mardy Fish   | Chris Haggard Ivo Karlović | 0–6, 7–5, 10–5 |
| 2. | 28. říjen 2007 | Basilej, Švýcarsko | koberec | Mark Knowles | Bob Bryan Mike Bryan       | 6–1, 6–1       |

## Davisův pohár
James Blake se zúčastnil 17 zápasů v Davisově poháru  za tým USA s bilancí 18-11 ve dvouhře a 3-1 ve čtyřhře.

## Postavení na žebříčku ATP na konci sezóny

### Dvouhra
| Rok    | 1998 | 1999   | 2000   | 2001  | 2002  | 2003  | 2004  | 2005  | 2006 | 2007  | 2008  | 2009  |
| Pořadí | 682. | ▲ 266. | ▲ 212. | ▲ 74. | ▲ 28. | ▼ 37. | ▼ 94. | ▲ 24. | ▲ 4. | ▼ 13. | ▲ 10. | ▼ 44. |

### Čtyřhra
| Rok    | 1998  | 1999   | 2000   | 2001   | 2002  | 2003  | 2004  | 2005   | 2006   | 2007   | 2008   | 2009  |
| Pořadí | 1281. | ▲ 293. | ▲ 164. | ▲ 145. | ▲ 45. | ▼ 51. | ▼ 79. | ▼ 112. | ▲ 106. | ▼ 191. | ▲ 160. | ▲ 57. |